# Papa Anastasi II
Anastasi II (Roma, ? - 19 de novembre de 498) va ser papa del 24 de novembre de 496 al 498.

## Orígens
Segons el Liber Pontificalis, era natural de Tauma, al districte 5è de Roma, i era fill d'Anastasi, que havia estat sacerdot.

## Pontificat

### Elecció
El 24 de novembre del 496 va ser elegit bisbe de Roma. Un mes després d'accedir al càrrec, el rei Clodoveu I va ser batejat, i home afirma que el papa va escriure-li felicitant-lo per la seva conversió, tot i que aquesta carta ha estat considerat un fals del segle xvii.

### Cisma acacià
Va ser escollit durant la crisi del cisma acacià, iniciat pel papa Simiplici i continuat pels seus successors Fèlix III i Gelasi I, que va provocar un cisma total entre l'església occidental i les orientals. L'excomunicació d'Acaci de Constantinoble i els cisma s'havien produït a causa de la seva comunicació amb els heretges, però la veritable raó era la promulgació de l'Henòtic de Zenó, que havia donat a Constantinoble la primacia a Orient, un fet que Roma no podia tolerar.
A diferència dels seus predecessors, que havien volgut eliminar el nom d'Acaci de les llistes de patriarques, va intentar aproximar-se a les esglésies orientals i l'emperador, a qui va escriure una carta quan va ser elegit papa amb una actitud conciliadora envers Acaci. De fet, va enviar dos bisbes, Germà de Capua i Cresconi de Todi a la capital romana d'Orient per fer oficial la proposta. Anastasi II no proposava retractar-se de la censura de Fèlix III envers Acaci ni dels seus principis, però sí suggereixen que acceptaria el nom d'Acaci a les llistes i assegurava a l'emperador la validesa dels bateigs i ordenacions fetes pel patriarca i els seus seguidors.
Aquesta notícia va fer que el bisbe de Tessalònica enviés el seu diaca, Fotí, a restablir la comunió amb Roma. L'intent de conciliació i la recepció del diaca a Roma, va suposar un cisme dintre de la mateixa església romana. Molts membres de l'església van separar-se d'Anastasi II, perquè va dur a terme aquestes accions sense consultar-los, creient que el papa intentava retirar l'excomunió a Acaci, de fet, si li va atribuir la voluntat d'abandonar els principis de l'església occidental i de desfer les accions dels seus predecessors. No obstant això, la crisi va acabar violentament amb la mort d'Anastasi II.

### Altres mesures
Va condemnar també el traducianisme.

## Mort
Va morir el 19 de novembre del 498 a Roma, enmig de la controvèrsia de conciliar el cisma acacià i la comunicació amb l'església tessalonicenca. Molts havien considerat Anastasi II un traïdor a la causa de l'església occidental, i la seva mort va ser vista pels seus contraris com una intervenció de Déu, tal com es fa constar al Liber Pontificalis. Va ser enterrat a la basílica de Sant Pere del Vaticà. La seva mort va ser vista com una intervenció divina davant la seva actitud 

## Llegat
Una tradició confusa acusà el papa Anastasi II de tenir opinions herètiques sobre la divinitat de Jesús a causa de la influència del diaca Fotí. Probablement per això, i recordant l'intent de revertir l'excomunicació d'Acaci, el poeta Dante Alighieri va situar la seva figura entre eles heretges del sisè cercle del llibre Infern de la La Divina Comèdia.
Va insistir en la retirada dels díptics del nom d'Acaci, patriarca de Constantinoble, però va reconèixer la validesa dels seus actes sacramentals, una actitud que desagradava als romans.